# Ripipteryx notata
Ripipteryx notata är en insektsart som beskrevs av Hermann Burmeister 1838. Ripipteryx notata ingår i släktet Ripipteryx och familjen Ripipterygidae. Inga underarter finns listade i Catalogue of Life.